# Prowincja Arezzo
Prowincja Arezzo (wł. Provincia di Arezzo) – prowincja we Włoszech.
Nadrzędną jednostką podziału administracyjnego jest region (tu: Toskania), a podrzędną jest gmina
Prowincja Arezzo dzieli się na 39 gmin.